# Национальная метеорологическая служба
Национальная метеорологическая служба, (англ. National Weather Service, NWS, раньше Weather Bureau) — правительственное агентство США, одна из шести составляющих Национального управления океанских и атмосферных исследований (NOAA).
Главный офис организации находится в городе Сильвер-Спринг, штат (государство) Мэриленд. Кроме того, в организацию входят большое число национальных региональных центров и 122 службы прогнозирования погоды (англ. weather forecast offices, WFO). Назначением организации являются предоставление «погодных, гидрологических и климатических прогнозов и предупреждений для США, их территорий, окружающих вод и океанских районов с целью защиты жизни людей, их имущества и поддержки национальной экономики». Большинство материалов, составленных организацией, находятся в общественном достоянии и доступны бесплатно.

## История
В декабре 1869 года метеоролог мистер Лэпэм (Increase A. Lapham) подал петицию конгрессмену Пейну (Halbert E. Paine) с просьбой учредить Бюро погоды, так как штормы на Великих озёрах, ураганы и торнадо уносили множество человеческих жизней и приносили огромные убытки. Всего этого можно было бы избежать, если бы метеорологическая служба занималась регистрацией и прогнозированием погоды.
Как вспоминал потом мистер Пейн, сразу же после петиции его представили начальнику Сигнального корпуса мистеру Майеру, который горячо поддержал такую благодатную инициативу. Пейн обратился к Конгрессу с просьбой возложить функцию метеорологических наблюдений на военный департамент, а в 1870 году Грант утвердил эту инициативу. Тут же обязанность была возложена на Сигнальный корпус, и Альберт Майер приступил к делу. Вскоре появилось «Подразделение Телеграмм и Отчётов на Благо Коммерции», затем Майер расширил поле деятельности и добавил «…и Сельского Хозяйства» (Division of Telegrams and Reports for the Benefit of Commerce and Agriculture).
Подразделение Сигнального Корпуса издавало бюллетени, которые содержали в себе данные о метеорологических условиях в разных местах. Вместо энтузиастов потребовалось обучать собственных метеорологов из числа сигналистов. Они должны были трижды в день фиксировать температуру, влажность, давление, направление и скорость ветра, осадки, и телеграфировать полученные данные в Вашингтон. В некоторых случаях они должны были измерять глубину рек и другие параметры.
В 1890 году ведомство перешло в распоряжение Министерства сельского хозяйства США.